# 第四产业
第四产业（英語：Quaternary sector of the economy），又稱第四級產業，是概念性產品的相關行業。由於概念性產品的生產過程很難釐定，因此相關行業有時會被歸類成第一产业、
第二产业、第三产业以外的第四產業，作为对克拉克大分类法的延伸。這些概念性產品例如有憲法、法律、虛擬信息和科學理論，因此科技研發、信息、教育、司法、公共事业的相關行業都可以属于第四产业。
在中文世界，统计学上还没有第四产业，但是信息产业归入第四产业基本获得认同，第四产业2000年以后开始出现，仅作为一个经济学概念。在分类的探讨方面，有人将非市场经济成分的公共服务纳入第四产业，主要由政府负责公共事业，主要包括：
- 社会秩序的设施和服务，包括国防、司法、治安、消防等政府公共服务；
- 基础设施服务领域，很多属于没有利润但必须投资的公共领域，这类投资和服务领域包括道路、港口、桥梁、公共交通运输和其他公共领域；农村基础设施建设；
- 福利事业，包括各种福利投资和服务；
- 国土的保护、整治和开发。